# Selište Kostajničko
Selište Kostajničko est un village de la municipalité de Hrvatska Kostajnica (comitat de Sisak-Moslavina) en Croatie. Au recensement de 2011, le village comptait 102 habitants.